# Isidoro Valcárcel Medina
Isidoro Valcárcel Medina (Murcia, 1937) es un artista plástico y conceptual español.

## Biografía
Se fue a vivir a Madrid con 19 años, donde realizó estudios de Arquitectura y Bellas Artes, aunque no los finalizó.
En 2007 recibe el Premio Nacional de Artes Plásticas de España. En 2015 se estrena en el Festival Punto de Vista de Pamplona el documental No escribiré arte con mayúscula, dirigido por Miguel Álvarez-Fernández y Luis Deltell, dedicado a su vida y obra.
Recibió el Premio Velázquez de Artes Plásticas en 2015.
En 2017 defiende su tesis doctoral dirigida por Isidro López-Aparicio en el Museo Centro de Arte Reina Sofía en la Liberis Artium Universitas (LAU).
En 2019 estrena segundo trabajo cinematográfico.

## Trayectoria artística
Su trabajo a lo largo de más de cuarenta años está dotado de gran rigor y coherencia.
Sus propuestas suponen una actitud comprometida y alejada de los aspectos comerciales del arte. Su concepción artística puede entreverse en una de sus afirmaciones: “El arte es una acción personal que puede valer como ejemplo, pero nunca tener un valor ejemplar”. De ese modo para él, el arte sólo tiene sentido cuando nos hace conscientes y responsables de una realidad personal, normalmente a través del propio juego del arte.
Inicia su trabajo desde la pintura, pudiendo encuadrarse su trabajo en el informalismo; su única exposición dentro de esta tendencia la realiza en 1962 en la galería Lorca de Madrid. Posteriormente, su trabajo se encuadra en el arte objetivo, constructivista y racional; en 1967 es seleccionado para el Primer Salón de Arte Constructivista. En 1968, tras una estancia en Nueva York, toma contacto con el minimalismo.
De una fase denominada por él mismo como “pintura habitable”, evoluciona hacia la construcción de lugares mediante “environements” y “performances”. A partir de 1972 sus trabajos se realizan en espacios urbanos principalmente y su intervención en grandes espacios dimensionales.

## Obra
- Pinturas secuenciales (1962), tratamiento del tiempo y el espacio.
- Armarios (1964-1967): se trata de una serie de pinturas.
- Secuencias (1968): con una tendencia similar al minimalismo, se trata de estructuras depositadas en el suelo, creando espacios ambientales. Hace la exposición en el Círculo Artístico de Sant Lluc, en Barcelona.
- Algunas maneras de hacer esto (1969): exposición en la Casa del siglo XV de Segovia en la que construyó un espacio específico.[7]
- El libro transparente (1970): se trata de un libro.
- A continuación (lugares, sonidos y palabras) es otro ejemplo de lo que el autor definió como "pintura habitable". Realizada en la galería Seiquer de Madrid incorpora sonidos.
- Estructuras tubulares (1972) en el marco concreto de los Encuentros de Pamplona.
- La celosía (1972): es una película que transcribe literalmente la novela de Alain Robbe-Grillet.
- "Conversaciones telefónicas": llamaba a desconocidos para darles su propio número de teléfono. Es un ejemplo de arte de participación, según el artista.[7]
- Relojes (1973): fotografías que describen ritmos, movimientos y espacios de la ciudad.
- Motores (1973): registros sonoros que describen ritmos, movimientos y espacios de la ciudad.
- 12 ejercicios de medición sobre la ciudad de Córdoba (1974).
- Retratos callejeros (Madrid, 1975).
- El diccionario de la gente (São Paulo, 1976): pedía a los habitantes de São Paulo una palabra, con la que construyó un diccionario.[7]
- 136 manzanas de Asunción (Asunción, 1976): les pedía a la gente si querían acompañar al artista a dar una vuelta a la manzana, hablando con él.[7]
- Obras de "Arquitectura prematura", se trata de "proyectos que se limitan a poner a las claras la evidencia, necesitarían, para ser viables, otra época y otra mentalidad, es decir, son prematuros":[7]
  - Casa panóptica para el aparato de televisión.
  - Museo de la Ruina.
  - Cárcel del Pueblo.
  - La torre suicida.
  - La casa del paro.
  - Edificio para oficinas.
- I.V.M. Oficina de gestión (Madrid, 1994): es una referencia al "arte judicial".
- 2000 d. de J.C. (Madrid 1995-2000): una reflexión sobre la medida del tiempo.
- "Ir y venir de Valcárcel Medina"[8] (2002) exposición antológica en Barcelona, Murcia y Granada. Recogía en tres grandes archivadores móviles los restos/reliquias de sus diferentes obras; cada archivador disponía de unas 18000 fichas para uso del espectador.
- MAD 03:[9] participó con "El arte del doblez público" que consistía en unos carteles pegados a modo de los que ofrecen servicios con números de teléfonos que pueden cortarse. Esto lo hizo en las calles Codo, Recodo y Escuadra con el fin, dijo de "desencantar al público de lo público".
- Topología hermenéutica, o bien hermenéutica topológica., se trata de un libro de Bibliofilia que podría ser una partitura de formas y palabras y se le podría dar el nombre de libro de los desplazamientos.[10]
- Exposición en el Museo de arte contemporáneo de Barcelona (MACBA, 2006):[11] participó pintando durante nueve días un muro blanco de blanco con un píncel del número 8, normalmente usado en acuarelas.